# لی مائوشنگ
لی مائوشنگ (انگلیسی: Le Maosheng؛ زادهٔ ۹ اوت ۱۹۷۸) وزنه‌بردار اهل چین است.
وی در مسابقات کشوری و بین‌المللی در مجموع برندهٔ ۳ مدال طلا، ۵ مدال نقره، ۱ مدال برنز شده‌است.